# Kerpert
Kerpert is een gemeente in het Franse departement Côtes-d'Armor (regio Bretagne) en telt 297 inwoners (2005). De plaats maakt deel uit van het arrondissement Guingamp.

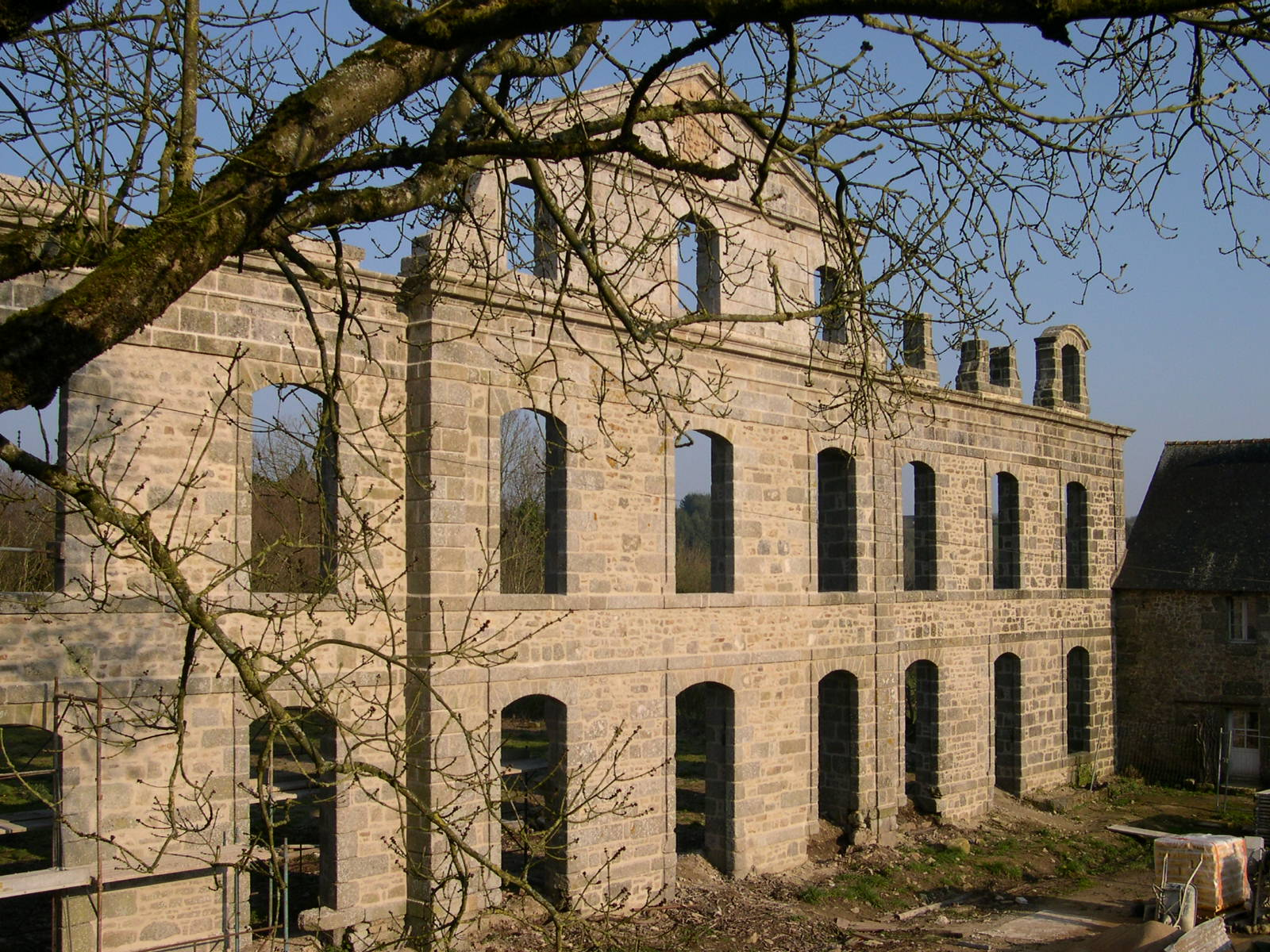
Abdij van Koad Malouen
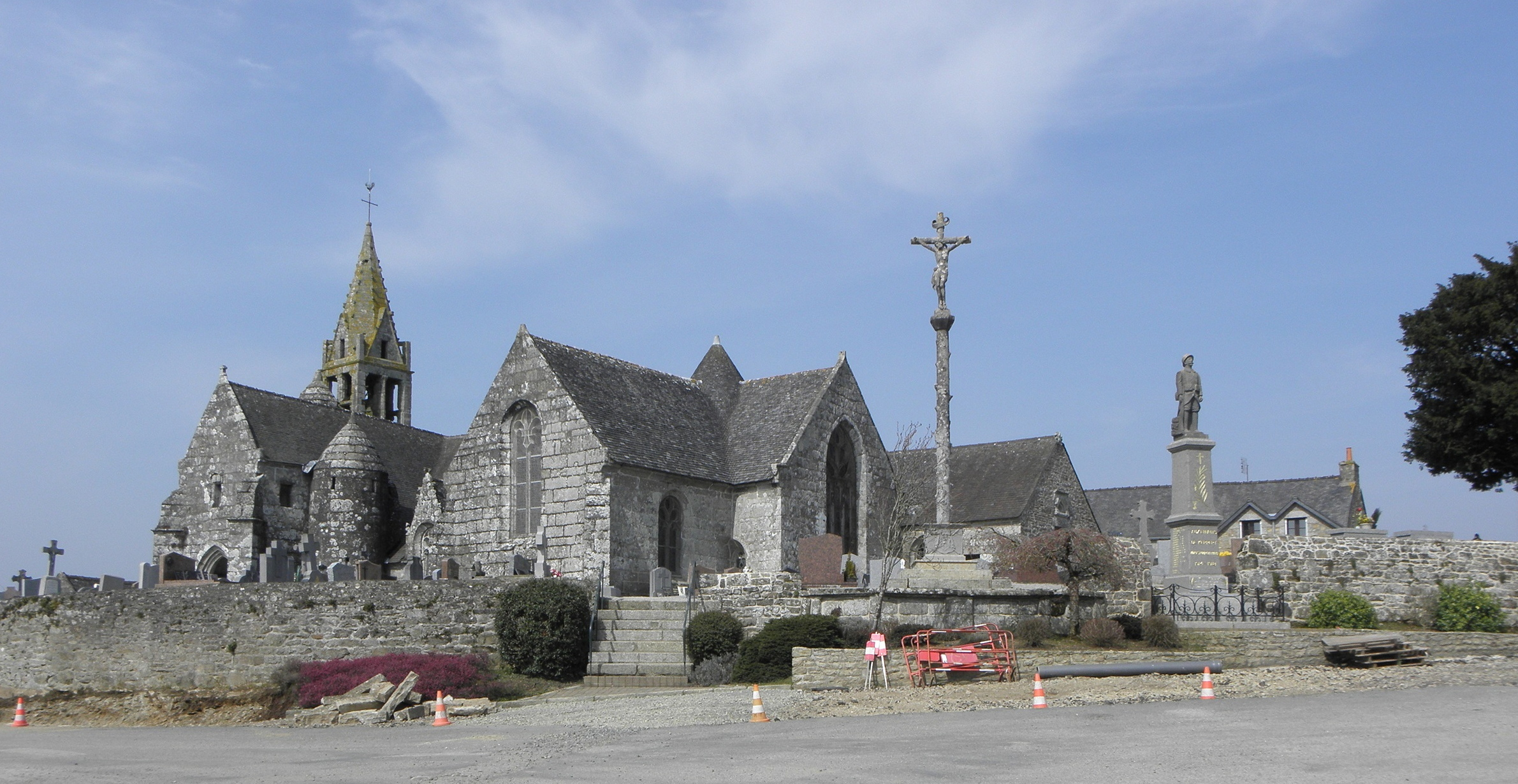
Kerk van St Pierre
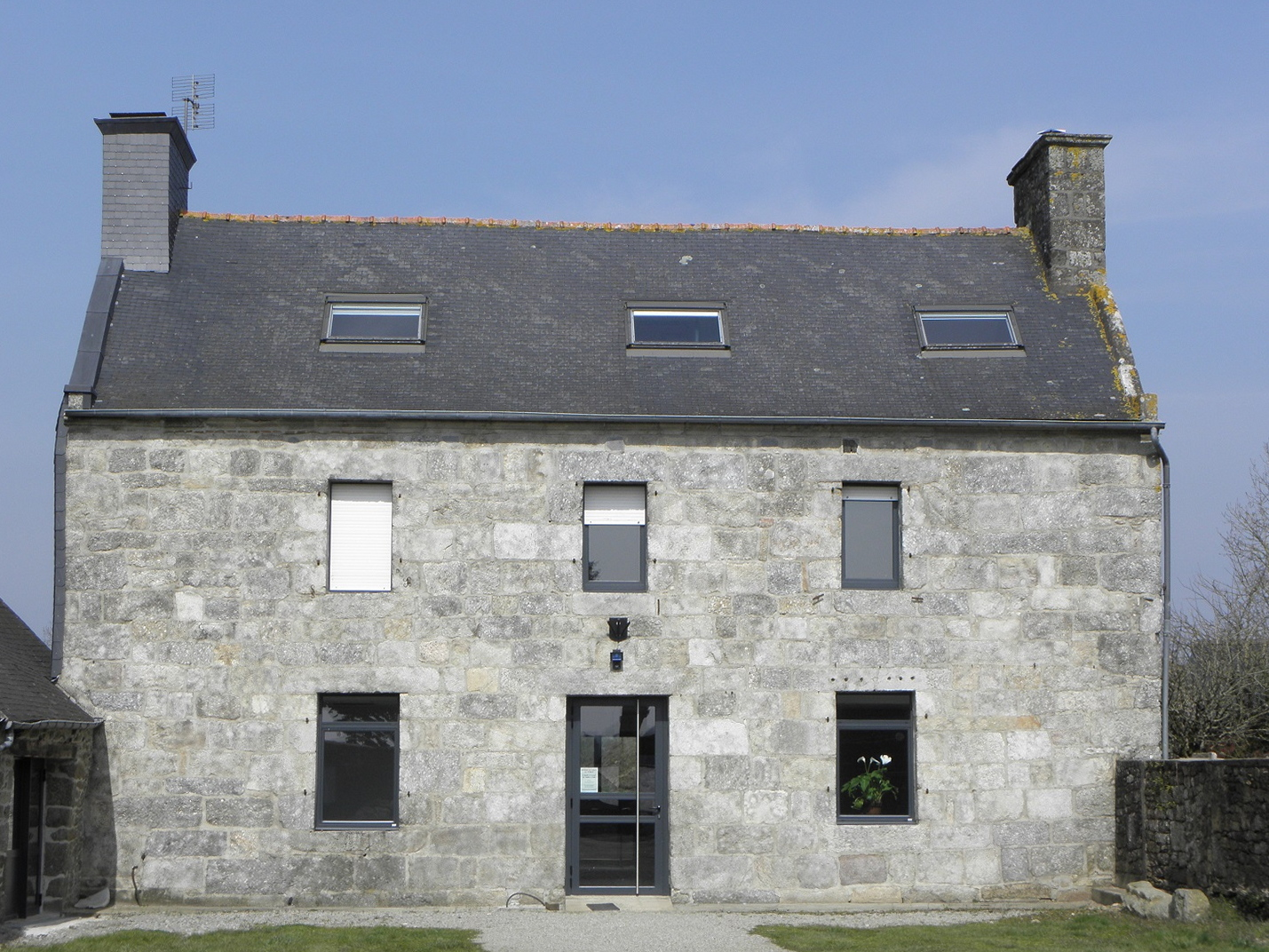
Gemeentehuis

## Geografie
De oppervlakte van Kerpert bedraagt 20,5 km², de bevolkingsdichtheid is 14,5 inwoners per km².
De onderstaande kaart toont de ligging van Kerpert met de belangrijkste infrastructuur en aangrenzende gemeenten.

## Demografie
Onderstaande figuur toont het verloop van het inwonertal (bron: INSEE-tellingen).

1. ↑  Populations de référence 2022.